# Chrysomela collaris
Chrysomela collaris är en skalbaggsart som beskrevs av Carl von Linné 1758. Chrysomela collaris ingår i släktet Chrysomela, och familjen bladbaggar. Arten är reproducerande i Sverige.